# St. Michael (Burgwitz)

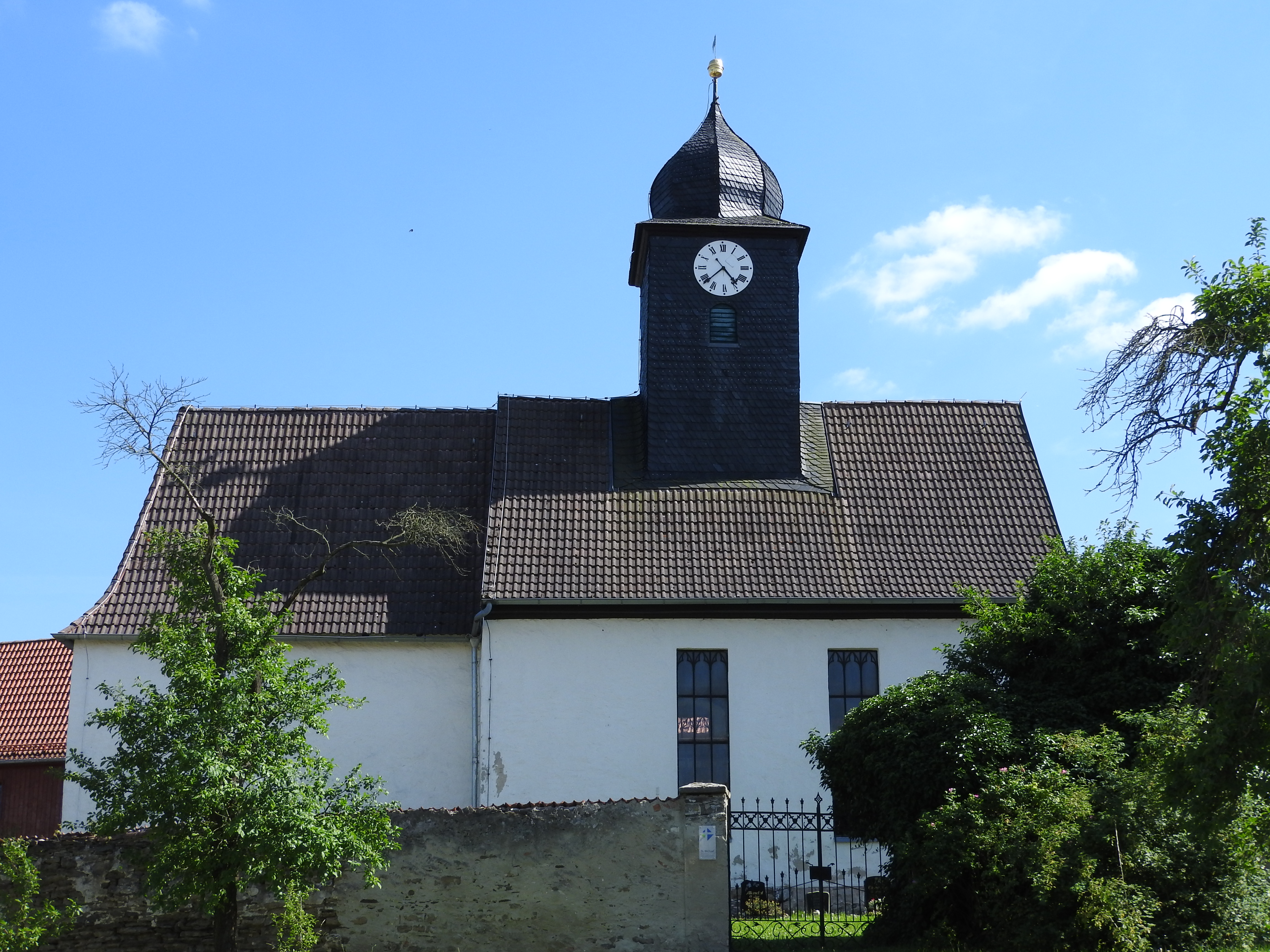
St. Michael

Die evangelisch-lutherische, denkmalgeschützte Kirche St. Michael steht in Burgwitz, einem Ortsteil der Gemeinde Kospoda im Saale-Orla-Kreis von Thüringen. Die Kirchengemeinde Burgwitz gehört zum Pfarrbereich Knau im Kirchenkreis Schleiz der Evangelischen Kirche in Mitteldeutschland.

## Beschreibung
Schon vor 1294 bestand eine romanische Kapelle, die 1320 zu ihrer heutigen Gestalt umgebaut wurde. 1660–65 wurde die Kirche überholt, wobei sie ihren gegenwärtigen Dachreiter auf dem Langhaus bekam. 1757 wurde diese Saalkirche verändert. Sie hat einen leicht eingezogenen rechteckigen Chor. Das Langhaus und der Chor sind mit Satteldächern bedeckt. Der Dachreiter hat eine schiefergedeckte bauchige Haube. Im Glockenstuhl hängt eine Glocke aus der 1. Hälfte des 14. Jahrhunderts. Sie ist verziert mit einem Relief, das die Anbetung des Jesuskindes zeigt. Bei der Renovierung 1865 wurden im Kirchenschiff eingeschossige Emporen eingebaut. Aus diesem Jahr stammt auch die Kirchenausstattung. Dazu gehört ein einfach gebauter, frei stehender Kanzelaltar. Unter der Kanzel ist nachträglich ein Bild angebracht, das Jesus Christus im Gebet zeigt. Über der Kanzel befindet sich ein Ochsenauge mit einem Vierschneuß. Darunter ist ein altes Fenster aus romanischer Zeit. Rechts und links im Chor sind noch zwei Sakramentshäuser erhalten. 

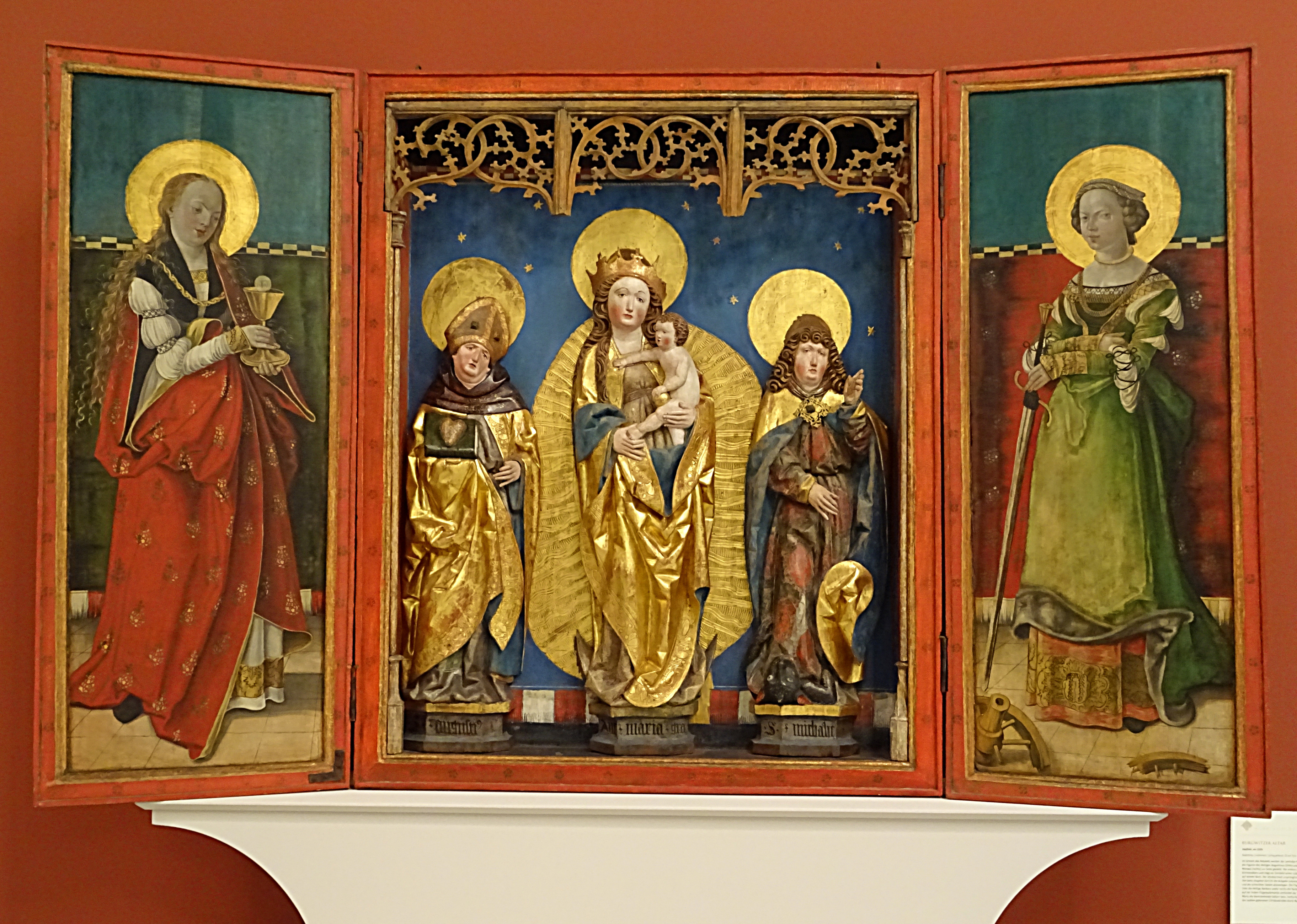
Altar

Im Chor hängen links noch ein nicht sehr altes Kruzifix und der Auferstandene in barockem Gesprenge, das ursprünglich zu einem anderen Altar gehörte. Das Taufbecken ist neugotisch. An der Rückwand des Langhauses hängt eine große Schautafel mit einer Bilddokumentation des 1865 entfernten und 1868 nach Weimar gekommenen geschnitzten gotischen Altars aus Saalfelder Schule (um 1510). Er ist zurzeit in der Marienkirche (Mühlhausen) zu sehen.
Auf der hufeisenförmig angeordneten Empore steht die kleine Orgel im hölzernen Prospekt. Sie hat sechs Register, verteilt auf ein Manual und ein Pedal, und wurde um 1860 von einem unbekannten Orgelbauer gebaut.